# Лупишко, Дмитрий Фёдорович
Лупишко Дмитрий Фёдорович (род.1942) — советский и украинский астроном, основатель Харьковской астероидной научной школы, руководитель отдела физики астероидов и комет Харьковской обсерватории (1989-2012), лауреат Государственной премии Украины в области науки и техники (2010).

## Биография
Родился 15 февраля 1942 в селе Кошары Сумской области. В 1969 окончил физический факультет Харьковского государственного университета и поступил в аспирантуру под руководством академика Н. П. Барабашова, но не успел защититься под его руководством — Барабашов умер в 1971 году. В 1975 году Лупишко защитил кандидатскую диссертацию «Абсолютная интегральная и поверхностная фотометрия Марса в противостоянии 1971», а в 1999 году — докторскую диссертацию «Фотометрия и поляриметрия астероидов: результаты наблюдений и анализ данных». С 1993 по 2006 год заведовал отделом физики астероидов и комет НИИ астрономии.
Начав научную карьеру с исследований Марса, со временем начал изучать астероиды. В 1984 создал и возглавил рабочую группу «Астероиды» при Астросовете Академии наук СССР. В последующие годы Дмитрий Лупишко организовал и провёл четыре заседания этой рабочей группы, а также два Всесоюзных семинара-совещания. Позже он организовал проведение в Харьковской обсерватории Международных рабочих групп «Поляриметрия комет и астероидов» (1997) и «Фотометрия и поляриметрия астероидов» (2003).
В физике астероидов Дмитрий Лупишко исследовал законы рассеяния света астероидными поверхностями, обнаружил несколько новых поляризационных эффектов. Показал, что поверхности астероидов М-типа не является чисто металлическими, а содержат значительную часть силикатов. Улучшил значения диаметров и альбедо астероидов, полученных инфракрасным космическим телескопом IRAS. Создал Поляриметрический банк астероидных данных, сейчас ставший частью базы данных Planetary Data System.

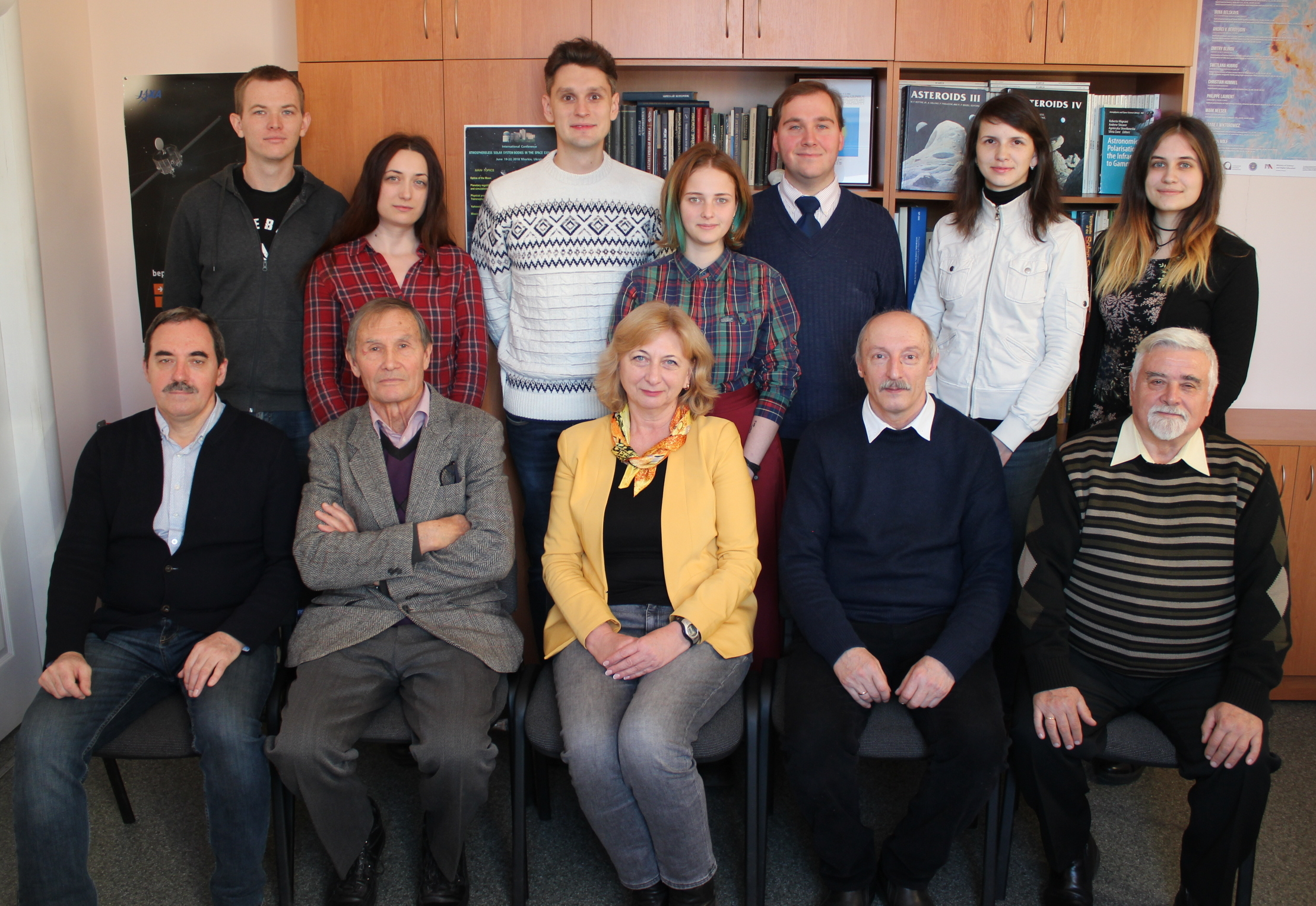
Отдел физики астероидов и комет НИИ астрономии ХНУ. В первом ряду Дмитрий Лупишко (второй слева) и его ученики Юрий Круглый, Ирина Бельская (нынешняя руководительница отдела), Василий Шевченко, Василий Черный. Во втором ряду — младшие сотрудники отдела, ученики учеников Лупишко.

## Награды и звания
- Государственная премия Украины в области науки и техники (2010)[2].
- Премия НАНУ им. акад. Н. П. Барабашова (1988)
- В честь учёного назван астероид (3210) Лупишко[5].